# Король Лев
«Коро́ль Лев» (англ. The Lion King) — 32-й за рахунком класичний анімаційний фільм, що випустила студія Діснея. В обмежений прокат фільм вийшов 6 травня 1994 року в Бразилії. Прем'єра відбулася в США 15 червня 1994 року, а в широкий прокат мультфільм вийшов 24 червня 1994 року. Також 25 грудня 2002 року відбулася IMAX-прем'єра переробленої версії «Король Лев» з поліпшеною якістю зображення і звуку.
Фільм здобув дві премії «Оскар» (одна з них — за пісню Елтона Джона Can You Feel the Love Tonight, інша — за музику Ганса Ціммера), дві премії «Золотий глобус», три премії «Греммі» і став найпопулярнішим фільмом на відео. Наразі «Король Лев» — це лідер за касовими зборами серед мультфільмів, виконаних у традиційній техніці малювання.
Продовженням мультфільму є Король-лев 2: Гордість Сімби, Король-лев 3: Хакуна матата, мультсеріал Тімон і Пумба.
У 2011 році у Disney вирішили створити 3D версію фільму та зробити повторний прокат стрічки у 3D. В український прокат 3D версія вийшла 28 липня 2011 року.
У жовтні 2011 року, після касового успіху повторного-кінопрокату 3D-версії Короля Лева, кіностудія Disney вирішила повторно-випустити у 3D форматі ще чотири свої повнометражні мультфільми, зокрема мультфільми «Красуня та чудовисько 3D», «У пошуках Немо 3D», «Корпорація монстрів 3D» та «Русалонька 3D».
На 1 березня 2024 року фільм займав 37-му позицію у списку 250 найкращих фільмів за версією IMDb.

## Сюжет
У мудрого короля савани Муфаси та його дружини Сарабі народжується спадкоємець Сімба.
Муфаса розповідає синові про Коло Життя та про те, що в майбутньому він посяде його місце — стане королем савани. Проте брат Муфаси, Шрам, прагне посісти трон. Він розказує Сімбі про Слонове Кладовище, гадаючи, що його посіпаки гієни вб'ють Сімбу. Сімба вирушає туди разом із подругою Налою. На них нападають гієни, що їх підіслав Шрам. Однак Муфаса вчасно рятує левенят і розповідає Сімбі про королів минулого, які оселилися на зорях.
Шрам вимислює новий підступний план. Згідно з ним він заманює Сімбу до каньйону, а гієни заганяють туди стадо антилоп. Муфаса рятує Сімбу, але сам повисає на виступі скелі. Шрам скидає його під копита антилоп гну, Муфаса гине. Шрам переконує Сімбу, що той винний у смерті батька, й Сімба тікає із Земель Прайду. Шрам наказує своїм поплічникам убити Сімбу, однак Сімбі вдається втекти від них.
Шрам займає трон. Заблукалого в пустелі Сімбу знаходять і беруть до себе кабан Пумба та сурикат Тімон.
Сімба зростає, живучи в «Хакуні Мататі». Однораз до джунглів приходить Нала, яка випадково погналася на полюванні за Пумбою. Вона розповідає Сімбі, що Шрам і гієни до решти розорили Землі Прайду. Сімба відмовляється вернутися, вважаючи себе винним у смерті батька. Та ще й, Пумба і Тимон переконали його, що якщо настала біда, то вже нема ради. Проте мандрил Рафікі, друг Муфаси, допомагає йому вгледіти дух батька. Муфаса з небес переконує Сімбу вернутися й зайняти своє законне місце короля.
Сімба, прийшовши додому разом із Налою, Тімоном і Пумбою, виявляє, що Землі Прайду справді спустошені. Він заявляє Шраму, що є справжнім королем. Шрам нагадує Сімбі про його провину й починає відтісняти його до краю Скелі. Сімба повисає на її уступі, й Шрам, гадаючи, що переміг, промовляється, що він убив Муфасу. Розлючений Сімба вистрибує й примушує Шрама зізнатися публічно. Левиці нападають на гієн, починається битва, Сімба женеться за Шрамом на вершину Скелі. Там Шрам звинувачує в усьому гієн і погоджується покинути Землі Прайду, але несподівано кидає ударом лапи попіл в очі Сімбі й нападає на нього. Між ними починається битва, в процесі якої Сімба скидає Шрама зі скелі, коли той намагається атакувати Сімбу згори. Унизу на Шрама накидаються гієни. Сімба піднімаєтьмя на виступ Скелі Прайду, і рик нового й законного короля осяює королівство. Землі Прайду знову розквітають, у Сімби й Нали народжується дитинча.

## Персонажі
| Сі́мба             | Джонатан Тейлор Томас — малий, Метью Бродерік — дорослий; аніматор — Марк Генн, Рубен Аквіно | лев          | — | спадкоємний правитель Земель Прайду, син Муфаси. Після загибелі батька опиняється вигнаним з рідних земель. Слово «сімба» мовою суахілі означає «лев». |
| Муфа́са            | Джеймс Ерл Джонс аніматор — Тоні Фусайл                                                      | лев          | — | король Земель Прайду, батько Сімби, супутник Сарабі. Мудрий і справедливий монарх, що керує згідно з Колом Життя. Його царювання трагічно переривається, коли Король Муфаса гине з вини власного брата. Відповідно до історичних відомостей, Муфасою звали останнього короля племені багада, яке зникло під час англійської колонізації Кенії. Гієни в фільмі вимовляють це ім'я на особливий смішний лад, який увійшов у моду в американській попкультурі 90-х рр.[джерело не вказане 4180 днів] |
| Шрам (Скар)       | Джеремі Айронс аніматор — Андреас Дежа                                                       | лев          | — | брат Муфаси, дядько Сімби. Вважається, що початково, до спотворення морди шрамом, Шрама звали «Така» (мовою суахілі «грязь» або «мотлох»). Антагоніст фільму, розважливий, розумний і підступний. Шрам прагне стати королем, для чого вбиває Муфасу та виганяє Сімбу. Шрам також з'являється в мультфільмі «Геркулес» як шкура Немейського лева. На початку, на роль Шрама пробувались актори Малкольм Макдавелл і Тім Каррі.                                                                     |
| На́ла              | Нікет Калем — мала Мойра Келлі — доросла аніматор — Арон Блейз, Ентоні Дероза                | левиця       | — | подруга дитинства Сімби. Як казав в інтерв'ю помічник режисера Роб Мінкофф у 2004 р., відповідно до вихідного задуму творців фільму, Нала могла бути як дочкою Шрама, так і Муфаси. У фільмі ніде немає однозначного твердження з цього приводу. |
| Пу́мба             | Ерні Сабелла аніматор — Тоні Бенкрофт                                                        | бородавочник | — | незграбний, життєлюбний кабан, друг Тімона, який урятував Сімбу після вигнання. «Пумба» мовою суахілі означає «простак». Має поганий запах. |
| Тімо́н             | Натан Лейн аніматор — Міхаель Суррей                                                         | сурикат      | — | кумедний антропоморфний сурікат, вірний та найкращий друг бородавочника Пумби. Вони знаходять і виходжують Сімбу, навчаючи його своєї філософії «Hakuna Matata» (мовою суахілі «ніяких проблем»). Тімон міг бути названий на честь грецького філософа або ж персонажу п'єси Шекспіра «Тімон-афінянин».[джерело не вказане 4180 днів] |
| Рафі́кі            | Роберт Ґійом аніматор — Джеймс Бакстер                                                       | мандрил      | — | мудрий старий мандрил, наставник Сімби (мовою суахілі «друг»). Дерево Рафікі — баобаб; деколи в просторіччі баобаби називають «деревами на яких ростуть мавпи».[джерело не вказане 4180 днів] |
| Зазу              | Ровен Аткінсон аніматор — Еллен Вудберрі                                                     | птах-носоріг | — | радник Короля Муфаси. |
| Шензі, Банзай, Ед | Вупі Ґолдберґ, Чіч Марін, Джим Каммінгс аніматор — Алекс Купершмідт                          | гієни        | — | три гієни, що допомагають Шрамові вбити Муфасу та вигнати Сімбу. Однак у кінці фільму саме вони вбивають Шрама, не пробачивши йому зради. «Шензі» мовою суахілі означає «неотесаний»; «банзай» означає «ховатися» або «приховуватись». Показово, що Шензі - єдина в трійці самиця, а в Еда відсутнє виразне мовлення, хоч в мультсеріалі «Тімон і Пумба» Ед умів навіть говорити.[джерело не вказане 4180 днів]                                                                                   |
| Сара́бі            | Медж Сінклер аніматор — Русс Едмондс                                                         | левиця       | — | мати Сімби, дружина Муфаси (мовою суахілі «міраж»). |
| Сарафі́на          | Зоє Лідер                                                                                    | левиця       | — | мати Нали. Її ім'я згадується в титрах. За весь фільм вимовила одну-єдину фразу |

## Український дубляж
Українською мовою фільм дубльовано на студії «Le Doyen» у 2011 році на замовлення «Disney Character Voices International» для прокату у 3D форматі і випуску на Blu-ray та DVD. 

Перекладач і автор синхронного тексту — Роман Дяченко

Режисер дубляжу — Анна Пащенко

Музичний керівник — Іван Давиденко

Творчий консультант — Aleksandra Sadowska
| Персонаж (оригінальне ім'я) | Оригінальне озвучення | Український дубляж |
| --------------------------- | --------------------- | ------------------ |
| Сімба (Simba)               | Метью Бродерік        | Іван Розін         |
| Юний Сімба                  | Джонатан Тейлор Томас | Богдан Темченко    |
| Нала (Nala)                 | Мойра Келлі           | Валентина Лонська  |
| Юна Нала                    | Нікета Калем          | Ганна Голосніченко |
| Муфаса (Mufasa)             | Джеймс Ерл Джонс      | Олександр Ігнатуша |
| Сарабі (Sarabi)             | Медж Сінклер          | Наталя Ярошенко    |
| Шрам (Scar)                 | Джеремі Айронс        | Володимир Терещук  |
| Зазу (Zazu)                 | Ровен Аткінсон        | В'ячеслав Довженко |
| Тімон (Timon)               | Натан Лейн            | Павло Скороходько  |
| Пумба (Pumbaa)              | Ерні Сабелла          | Євген Лунченко     |
| Шензі (Shenzi)              | Вупі Ґолдберґ         | Ганна Левченко     |
| Банзай (Banzai)             | Чіч Марін             | Юрій Ребрик        |
| Рафікі (Rafiki)             | Роберт Ґійом          | Валерій Шептекіта  |

А також: Андрій Мостренко, Людмила Ардельян, Володимир Сухін, Рубен Толмачов, Ольга Нека, Світлана Заря, Лідія Лохматова та інші.
Пісні:

«Коло життя» виконують — Наталя Єфименко та хор.

«Хай-но стану я королем» виконують — В'ячеслав Довженко, Богдан Темченко, Ганна Голосніченко та хор.

«Час настав» виконують — Володимир Терещук та хор.

«Акуна-матата» виконують — Павло Скороходько, Євген Лунченко, Богдан Темченко, Іван Розін.

«Заснув могутній лев» виконують — Павло Скороходько, Євген Лунченко.

«Серцем ти відчуй любов» виконують — Павло Скороходько, Євген Лунченко, Іван Розін, Валентина Лонська, Наталя Гура та хор.

## Створення мультфільму

### Зародження ідеї та початковий сценарій
Ідея «Короля Лева» вперше з'явилась у другій половині 1988 року в процесі розмови між Джеффрі Катценбергом, Роєм Е. Діснеєм і Пітером Шнайдером під час перельоту до Європи для рекламної кампанії мультфільму «Олівер і компанія». В ході розмови виникла ідея фільму, дія якого відбуватиметься в Африці, й Катценберг тут же вхопився за неї. Продюсер Томас Шумахер, що тільки-но закінчив роботу над анімаційним фільмом «Рятівники в Австралії», вирішив приєднатися до проєкту, «тому що леви це круто». За розробку ідеї взявся віце-президент Walt Disney Feature Animation Чарлі Фінк. Катценберг вирішив додати до сюжету історію дорослішання й смерть персонажів, а також деякі випадки зі свого життєвого досвіду, тож про фільм він відгукнувся: «Він трохи про мене самого». У листопаді того ж року Томас Діш написав попередню версію кіносценарію під заголовком «Король Калахарі» (англ. King of the Kalahari), а згодом Лінда Вулвертон цілий рік працювала над написанням чернеток для сценарію, в процесі чого назва спочатку змінилася на «Цар звірів» (англ. King of the Beasts), а відтак на «Король джунглів» (англ. King of the Jungle). Початкова версія фільму сильно відрізнялася від остаточної. Сюжет оповідав про війну між левами та бабуїнами, Шрам був лідером бабуїнів, а Рафіки гепардом, водночас Тімон і Пумба були друзями дитинства Сімби. Сам Сімба не покидав королівство, проте через інтриги Шрама ставав «лінивим, неохайним, жахливим персонажем», тож міг бути легко поваленим.

### Розподіл посад і нові ідеї
На початку режисувати фільм мав Джордж Скрібнер, а згодом до нього приєднався Роджер Аллерс. Разом із Аллерсом до команди фільму долучилася Бренда Чапмен, що очолила роботу над сценарієм. Після 6 місяців роботи Скрібнер вирішив покинути проєкт, бо був проти рішення Аллерса й продюсерів зробити з фільму мюзикл, бо Скрібнер планував створення документально-подібного фільму більше схожого з дійсністю. Роб Мінкофф замінив Скрібнера і тоді ж до роботи долучився продюсер Дон Хан. Хан визнав сценарій розрізненим і позбавленим чіткої основної теми й, після вибору такою темою «дорослішання й зустріч з реальністю», попросив зробити фінальний варіант. Аллерс, Мінкофф, Чапмен і Хан за два тижні переробили сценарій, долучивши до роботи також режисерів щойно завершеної «Красуня і чудовисько» Кірка Вайза й Гері Тросдейла. Водночас назва змінилась з «Короля джунглів» на «Король Лев» (англ. The Lion King), з огляду на те, що дія відбувалася не в джунглях, а в савані.
«Король Лев» став першим анімаційним проєктом Діснея, в основі якого лежав оригінальний сценарій, а не перероблена історія. Творці фільму стверджували, що натхненням для нього служили біблійні історії про Йосипа і Мойсеї, а також шекспірівський «Гамлет». Улітку 1992 року до команди долучилися спеціалісти Ірен Меччі та Джонатан Робертс. Вони взялись за редагування, уточнивши емоції, що супроводжували сцени, й додавши комічні репліки Тімонові, Пумбі й гієнам. Поет Тім Райс, який створив тексти до пісень фільму, працював упритул зі сценаристами, з огляду на те, що пісні мали органічно вплітатися в сюжет історії. Тексти Райса, робота над якими велась до самого кінця зйомок, були навіть переміщені в розкадровку. Зміни вносились часто, аніматор Андреас Дежа казав, що деякі закінчені сцени доводилось частково переробляти через внесення змін у діалоги.

### Підбір акторів озвучування
Актор озвучування обирались на основі того, як вони підходять персонажам і що можна привнести їм, приміром, Джеймс Ерл Джонс був обраний, тому що його голос звучить «потужно», подібно до левового рику. Натан Лейн початково пробувався на роль Зазу, а Ерні Сабелла — гієни, однак після зустрічі одне з одним у звукозаписувальній компанії актори, що працювали разом у мюзиклі «Хлопціі ляльки», попросили записуватись разом у ролях гієн. Режисери же вирішили знімати цей дует як Тімона й Пумбу. Для озвучування гієн початково планували возз'єднати комедійний дует «Чіч і Чонг». Чіч Марін погодився озвучувати гієну Банзай, але Томмі Чонг не зміг взяти участь у зйомках, тому його роль була змінена — Шензі стала самицею і її озвучила Вупі Ґолдберґ.

### Знімання
Дон Хан
У процесі роботи «Король Лев» вважали другорядним щодо «Покахонтас», над якою ішла робота саме тоді ж. Багато які співробітники анімаційного підрозділу студії Діснея вважали пріоритетною роботу над «Покахонтас», гадаючи, що саме цей фільм буде престижнішим й успішнішим із двох. Сценаристи теж не надто вірили в проєкт, Бренда Чапмен казала, що не дуже хотіла братися за роботу, «бо історія не дуже добра», а письменник Барні Маттісон казав своєму колезі Джо Ренфту: «Я не знаю, хто буде його дивитись». Більшість провідних аніматорів або вперше стали до такої відповідальної роботи, як анімування персонажів, або просто були більше зацікавлені в анімації тварин, а не людей. Тринадцять із цих аніматорів, одночасно в Каліфорнії та Флориді, відповідали за створення характерів і задавали тон для головних героїв. Провідними аніматорами були серед інших Марк Генн, що відповідав за малого Сімбу, Рубен Аквіно — за його дорослого, Андреас Дежа — Шрам, Аарон Блейз — юна Нала, Ентоні Дероза — вона ж доросла, й Тоні Фусіль — Муфаса. Близько 20 хвилин фільму, включно з послідовністю «I Just Can't Wait to Be King», були анімовані на студії Disney-MGM Studios. Разом понад 600 художників, аніматорів і техніків брало участь у створенні «Короля Лева» впродовж усього часу роботи над ним. За кілька тижнів до виходу фільму на його розробку вплинув землетрус у Нортбріджі, через який була закрита студія й аніматорам довелося закінчувати роботу з дому.
Аніматори персонажів вивчали поведінку реальних тварин для роботи, так само як це робилося під час роботи над діснеївським фільмом 1942 року «Бембі». Джим Фоулер, відомий експерт з дикої природи, кілька разів відвідував студію, консультуючи аніматорів з поведінки левів та інших тварин і допомагаючи надати малюнкам почуття природності. Землі прайду були намальовані на основі кенійського національного парку, що його відвідала команда фільму. Різноманітні фокусні довжини і лінзи використовувались для того, щоби створити відмінний від звичного в документальних фільмах образ Африки — що включало знімання дикої природи з віддаленої відстані за допомоги телеоб'єктивів. Епічність краєвиду була надана концептом, що його створив художник Ганс Бачер, який, виконуючи вказівки Скрібнера про наближеність до реалізму, старався відобразити ефекти типу засвічення, а також роботами таких художників, як Чарльз Маріон Рассел, Фредерік Ремінгтон і Максфілд Перріш. З огляду на те, що персонажі не були антропоморфними, всім аніматорам довелось навчитися малювати ходячих на чотирьох лапах тварин, а історія й розробка персонажів велась із використанням широких кадрів, що йшли за персонажами.
Використання комп'ютерних технологій сприяло можливості по-новому показати свою роботу. Найпомітнішим прикладом використання комп'ютерної анімації є сцена втечі стада антилоп гну. Спочатку були створені кілька різних 3D моделей антилоп, потім вони були перетворені в сотні тварин і за допомогою сел-шейдінгу їм було надано вигляд мальованої анімації, потім були задані випадкові набори шляхів для стимулювання справжнього непередбачуваного руху стада. П'ять спеціально навчених аніматорів і техніків витратили більше як два роки, створюючи дво-з-половинохвилинну сцену втечі. Інші випадки використання комп'ютерної анімації були здійснені за допомоги CAPS, спеціальної програми, що її використовувала студія Діснея, яка дозволила стимулювати рух камери, зокрема й кадри, де камера «прямує» за персонажами. Також комп'ютерні технології використовувалися для розфарбовування, освітлення й створення ефекту дрібних часток.
Натхненна реакція публіки на ранній трейлер «Короля Лева», який складався повністю з початкової послідовності й пісні «Circle of Life», дала причину припустити, що фільм обов'язково буде успішним. Хоч і «Король Лев», і «Покахонтас» у підсумку були комерційно успішними, «Король Лев» здобув більше схвальних відгуків і зборів, ніж «Покахонтас», що вийшла роком пізніше.

## Музика
Для написання пісень до проєкту був запрошений поет Тім Райс. Продюсери погодились із пропозицією Райса запросити як композитора Елтона Джона, після того як провалився варіант із запрошенням групи ABBA через зайнятість Бенні Андерссона в мюзиклі Kristina från Duvemåla. Джон висловив інтерес до написання «суперпопулярних пісень, які сподобаються дітям; відтак і дорослі подивляться ці фільми й також дістануть задоволення від них», згадав, що вплив на музику міг мати саундтрек діснеївскої «Книги джунглів», де, на його смак, «музика була такою потішною і зверненою відразу і до дорослих, і до дітей».
Елтон Джон і Тім Райс написали п'ять оригінальних пісень для цього фільму: Circle of Life, I Just Can't Wait to Be King, Be Prepared, Hakuna Matata і Can You Feel the Love Tonight. Останню Елтон Джон також і виконав сам на фоні фінальних титрів. У версіях IMAX і DVD була додана ще одна пісня — The Morning Report, що була заснована на пісні, яка була відхилена при створенні мультфільму, але згодом виконувалась у мюзиклі на основі «Короля Лева». Музику до фільму написав Ганс Ціммер, найнятий з огляду на його роботи над двома фільмами, дія яких розгорталася в Африці — «Сила особистості» і «Розділений світ», з додаванням традиційних ритмів африканської музики та хоральних партій в аранжируванні Лебо М.
Під час створення мультфільму було написано близько 15 версій кожної з пісень. Перші версії Circle of Life, Can You Feel The Love Tonight і I Just Can't Wait to Be King заспівав Елтон Джон й використані як додаткові рекламні матеріали до мультфільму.

### Саундтрек фільму
Окрім пісень Елтона Джона і Тіма Райса, є музика, яку написав Ганс Ціммер. Та ще й не кожен з акторів, що озвучили фільм, був здатний виконати пісні власним голосом голосом, і більшість пісень було продубльовано вокалом. Приміром, Джейсон Вівер співав для Джонатана Тейлора-Томаса як Сімба-левеня, і Джозеф Вільямс співав для Метью Бродеріка як дорослий Сімба. Компакт-диск музики з фільму продавався окремо. В оригінальній версії для Сполучених Штатів цей компакт-диск містив такі пісні:
| #   | Назва                           | Автор                                                                    | Тривалість |
| --- | ------------------------------- | ------------------------------------------------------------------------ | ---------- |
| 1.  | «Circle Of Life»                | Кармен Твіллі & Лебо М.                                                  | 3:59       |
| 2.  | «I Just Can't Wait to Be King»  | Джейсон Вівер, Ровен Аткінсон, Лаура Вільямс                             | 2:50       |
| 3.  | «Be Prepared»                   | Джеремі Айронс, Вупі Ґолдберґ, Чіч Марін, Джим Каммінґс                  | 3:40       |
| 4.  | «Hakuna Matata»                 | Натан Лейн, Ерні Сабелла, Джейсон Вевер, Джозеф Вілльямс                 | 3:33       |
| 5.  | «Can You Feel the Love Tonight» | Джозеф Вілльямс, Саллі Дворскі, Натан Лейн, Ерни Сабелла, Крісті Едвардс | 2:57       |
| 6.  | «This Land (Score)»             | Ганс Ціммер                                                              | 2:55       |
| 7.  | «...To Die For (Score)»         | Ганс Ціммер                                                              | 4:17       |
| 8.  | «Under the Stars (Score)»       | Ганс Ціммер                                                              | 3:45       |
| 9.  | «King of Pride Rock (Score)»    | Ганс Ціммер                                                              | 5:59       |
| 10. | «Circle of Life»                | Елтон Джон                                                               | 4:51       |
| 11. | «I Just Can't Wait to Be King»  | Елтон Джон                                                               | 3:37       |
| 12. | «Can You Feel The Love Tonight» | Елтон Джон                                                               | 4:01       |

Оригінальний саундтрек фільму вийшов 13 липня 1994 року. Він став 4-м із найпродаваніших альбомів року за версією Billboard 200 і найпродаванішим саундтреком. Це єдиний саундтрек до мультфільму, що дістав діамантовий сертифікат (10x платиновий). Є бутлегверсія саундтреку з повним набором інструментальних композицій від Ганса Ціммера, проте такий диск ніколи повністю Дісней не видавав.
Використання пісні «The Lion Sleeps Tonight» призвело до суперечок між Діснеєм і родиною Соломона Лінди з Південної Африки, який склав цю пісню (оригінальна назва «Mbube») 1939 року. У липні 2004 року сім'я подала позов на стягнення авторських винагород розміром 1,6 мільйонів доларів. У лютому 2006 року спадкоємці Лінди досягли угоди з звукозаписувальною компанією-правовласником Abilene Music, результатом якої пісня була ліцензована компанією Діснея за невідому суму грошей.

## Реакція публіки
Фільм заробив $312 855 561 у Північній Америці й $768 млн в усьому світі під час першого релізу. Дальші релізи в IMAX і в 3D збільшили касу в США до 422 783 777 і близько $ 528 800 000 на інших територіях, сумарні збори в усьому світі на 22 березня 2012 становили $952 млн. Він є другим найкасовішим мультфільмом усіх часів і народів у всьому світі й найкасовішим фільмом Walt Disney Animation Studios. Він також є найкасовішим фільмом 1994 року по всьому світі. Король Лев здобув рекорд, ставши найкасовішим анімаційним фільмом (в Північній Америці, за кордоном, і по цілому світу), поки його не перевершила комп'ютерна анімаційна стрічка «У пошуках Немо» (2003). Далі рекордсменами ставали: «Шрек 2» (2004), «Льодовиковий період 3: Ера динозаврів» (2009) та «Історія іграшок 3: Велика втеча» (2010). У 3D-перевиданні 2011 року «Король Лев» перевершив усіх, окрім «Історії Іграшок 3», й залишається найкасовішим фільмів з-поміж мальованої анімації. Крім того, це найбільший анімаційний фільм за останніх 50 років з погляду відвідуваності. За оцінкою сайту IMDB.com VHS-видання фільму є найпродаванішим фільмом в історії з результатом в 55 млн копій.
З певністю цей фільм можна назвати знаковим, що позначив вершину популярності й успіху, який є своєрідним «ренесансом» мультиплікації Діснея в кінці 80-х — початку 90-х рр.[джерело не вказане 4184 дні]

### Перевидання
7 жовтня 2003 — «Король Лев: Спеціальне видання» (The Lion King: Special Edition) — повторно перероблений оригінальний фільм, виданий на двох дисках як частина Платинової Колекції Діснея на DVD. Особливість видання — розширена версія однієї сцени, де коротка бесіда була замінена повною версією пісні «Morning Report», початково написаної для мюзиклу. Фільм можна переглядати як із нею, так і без неї.
6 грудня 2004 — Набір, що містить у собі сіквели в одній коробці з шести дисків, які змістом повторюють раніше випущені окремі спецвидання.

#### Король Лев 3D
У липні 2010 року стало відомо, що студія Walt Disney планують виступити 3D-версію «Короля Лева». HD версія (The Lion King: Diamond Edition) вийшла на DVD і Bluray восени 2011 року. Спеціально для неї була заново скликана команда аніматорів і домальовані нові сцени «зіпсованих дублів», в основу яких лягли смішні моменти, що відбувалися під час озвучування мультфільму. За словами режисера Дона Хана, для створення цього додаткового трихвилинного ролика були «перериті» всі 300 годин записів, а відтак разом із аніматорами обрані найкращі моменти.
16 вересня 2011 року фільм вийшов у повторний прокат у кінотеатрах США в форматі Disney Digital 3D. Два тижні поспіль він очолив рейтинг найкасовіших фільмів у північноамериканському кінопрокаті.[джерело не вказане 4180 днів] За підсумками першого вікенду, мультфільм заробив $30,15 мільйона. Загальні збори «Короля Лева» в Північній Америці становлять $94,2 мільйонів.
Прем'єра оновленого шедевра відбулася в Україні 28 липня 2011 року.

### Продовження
27 жовтня 1998 — «Король Лев 2: Гордість Сімби». «Король Лев» був настільки успішним, що австралійський телевізійний підрозділ Діснея випустив на відео продовження, події якого розгортаються навколо дорослішання Кіари, дочки Сімби.
Від травня 1995 до 1999 року виходить в ефір «Король Лев: Тімон і Пумба» — телесеріал, що оснований на фільмі «Король Лев», де вся увага зосереджена на дуеті суриката й бородавочника. Як і треба було чекати, хронологічно сюжет розгортається десь у середині двадцятого століття, про що свідчить наявність людей, людського одягу й технологій.
10 лютого 2004 — «Король Лев 3: Хакуна матата» є другим продовженням (або, точніше, сполучною ланкою), що вийшло на відео, сюжет якого органічно переплітається з оригінальним фільмом «Король Лев», розвиваючись паралельно в тих же часових межах, але з позиції й погляду Пумби і Тімона.
31 серпня 2004 — «Король Лев 2: Гордість Сімби, спеціальне видання» (The Lion King 2: Simba's Pride Special Edition) — дводискове перевидання «Король Лев 2: Гордість Сімби»

### Суперечливі моменти
Вважалося, що частина елементів фільму до великої міри скидалися на відоме аніме 1960-х «Білий лев Кімба», багато які персонажі мали своїх аналогів у японському мультфільмі й деякі окремо взяті сцени майже ідентичні щодо змісту й використаних ракурсів. Метью Бродерік, що озвучував Сімбу, на початку вважав, що працює над ремейком «Кімби», бо був знайомий із оригіналом. Офіційна позиція Діснея в тому, що будь-які подібності є збігом. Йосіхіро Сімідзу, представник що створив «Кімбу» Tezuka Productions, спростував чутки, що Дісней заплатив студії, але пояснив, що відмова позивати в суд була викликана тим, що «ми невелика слабка компанія. Як-не-як воно цього не варто… Адвокати Діснея належать до 20 найкращих у світі!»
До протестів також спричинила сцена, де дорослий Сімба вночі падає на траву й показується політ листя й пилу, що складаються в слово, яке скидається на «SEX». Як стверджує активіст Доналд Вілдмон, це повідомлення сприймається на підсвідомому рівні й призначено для того, щоби збудити сексуальний потяг. Однак, аніматори фільму пояснили, що слово має читатися як SFX — скорочення для слова «спецефекти», й планувалась як невинний «підпис» команди, що працювала над спецефектами.
За непідтвердженими даними початкова версія мультфільму, яку показували в день прем'єри, містила в собі кілька сцен що були вирізані, або скорочені в остаточній версії.

## Інші твори

### Мюзикл
Фільм був також адаптований для показу на бродвейській сцені, в мюзиклі з такою ж назвою, під режисурою Джулі Теймор. Актори грали в костюмах тварин, таких як велетенські ростові ляльки. Прем'єрний показ на сцені відбувся 31 липня 1997 в Міннеаполісі в театрі «Орфей», де відразу здобув величезний успіх — із жовтня місяця мюзикл постійно грали в театрі «Нью-Амстердам» на Бродвеї в Нью-Йорку. Пізніша версія постановки демонструвалась у Лондоні, і ще одна в Торонто, які йшли до січня 2004. У липня 2006 бродвейська постановка перемістилась до театру «Мінкофф», поступаючись музичній постановок «Мері Поппінс».
Тепер Сполученими Штатами гастролюють дві постановки. Гастрольна версія дуже схожа з оригінальною бродвейською постановкою, але з неї виключені деякі сценічні елементи, що можна реалізувати тільки на спеціально підготовленій сцені (такі як Скеля Прайду, стадо, що шалено біжить і трав'яний покрив). Вони були перетворені в менш дорогі варіанти для гастрольних турів.
Сьогодні міжнародні постановки цього шоу грають у Лондоні (Велика Британія), Мельбурні (Австралія), Гамбурзі (Німеччина), Токіо (Японія), Схевенінгені (Нідерланди). Шоу створила Театральна Студія Діснея (англ. Disney Theatrical).

### Відеоігри
Відеоігри, засновані на сюжеті фільму, вийшли для таких гральних платформ як ПК, NES, Sega Mega Drive, Game Gear, SNES, Game Boy, Game Boy Color, PlayStation і Game Boy Advance.
- The Lion King

### Книги
Книги про пригоди Сімби виходили багатьма мовами.
«Шість нових пригод»

## Цікаві факти
- Мультфільм згадується в багатьох серіалах, фільмах і мультфільмах. Приміром, пісню «Хакуна Матата» можна почути в мультфільмі «Історія іграшок»[59], і в серіалі «Доктор Хаус» в одному з епізодів останнього сезону. А в серіалі «Друзі» (1 сезон, 18 серія) герої, під пісню «In the Jungle», пародіюють танець Хакуна Матата зі сцени з підростанням Сімби. У мультфільмі «Пригоди Фліка» можна почути фразу «Леви називають це кругообігом життя». В одному з епізодів серії «Різдвяне вторгнення» серіалу «Доктор Хто» головний герой промовляє: «Вони ще так багато мають побачити, так багато зробити… Ой, це ж із „Короля Лева“!», маючи на увазі рядки пісні «Circle of Life».
- Сцена «Circle of Life» використовувалась як трейлер мультфільму. Під час рекламної кампанії цю сцену можна було бачити на телевізорах у багатьох магазинах Діснея.[джерело не вказане 4177 днів]
- Для уможливлення 3D перевидання мультфільму, співробітники студії мусили відтворити мультфільм з окремих матеріалів системи CAPS[60]. Імовірно, що це довело до того, що в перевиданій версії бракує певних деталей (таких як тіні й деякі частини сцен) в окремих сценах[61].
- Похмурі частини партитури фонової музики були запозичені з реквієму Моцарта.[джерело не вказане 4177 днів]
- Один із жуків, що їх дістає Тімон з дупла під час Акуни Матати, носить вуха Міккі Мауса.[джерело не вказане 4177 днів]
- Муфаса мав виконати пісню «To Be King», але вона не підійшла голосу актора.[джерело не вказане 4177 днів]
- Коли Муфаса говорить із Сімбою про великих королів минулого, у зоряному небі можна побачити знову вуха Міккі Мауса. У тому ж епізоді видно сузір'я Лева.[джерело не вказане 4177 днів]
- Якщо уважно поглянути на дзьоб Зазу, що спустився привітати Сімбу з перемогою над Шрамом, можна помітити його рух без звуку. Початково Зазу говорить: Ваша Величність![62]
- Пісенька Рафіки Ashante sana, squash banana — дитяча лічилка з Африки[63].
- Листові мурахи, колумбійський ховрашок і деякі види гігантських мурахоїдів, показані в фільмі, живуть тільки в Америці, а не в Африці. Ймовірно це жарт або помилка творців.[джерело не вказане 4177 днів]
- У серії The Man from J.U.N.G.L.E. (Людина з Д. Ж. У. Н. Г. Л. І. В.), мультсеріалу Тімон і Пумба, спародійована сцена з короля Лева, коли Слон разом із птахами йде на представлення Сімби.
- У мультфільмі «Геркулес» головний герой позує для портрета в шкурі Шрама

## Виноски
1. 1 2 3 4 5  The Lion King — 1994.
2. ↑  В Україні починаються прем'єри культової диснеївської анімації — Король лев (3D) [Архівовано 21 січня 2021 у Wayback Machine.] — Starlife, 23 липня 2011
3. ↑  Disney перевипустить чотири мультфільми у форматі 3D [Архівовано 8 травня 2017 у Wayback Machine.] — Gazeta.ua, 5 жовтня 2011
4. ↑  Мультфільм Красуня і чудовисько перевипустять у 3D [Архівовано 8 травня 2017 у Wayback Machine.] — Корреспондент, 5 жовтня 2011
5. ↑  Мультфільм «Красуня і чудовисько» перевипустять у 3D форматі [Архівовано 8 травня 2017 у Wayback Machine.] — Укрінформ, 06.10.2011
6. 1 2 3 4 5 6 7 8 9 10  The Lion King - The Credits. lionking.org. www.lionking.org. Архів оригіналу за 14 березня 2012. Процитовано 21 березня 2012.
7. 1 2 3 4  Characters' Names. The Lion King FAQ. The Lion King WWW Archive (англ.). Brian Tiemann. Архів оригіналу за 26 травня 2011. Процитовано 25 травня 2011.
8. ↑  Mufasa: Character Profiles [Архівовано 7 березня 2014 у Wayback Machine.] The Lion King WWW Archive. Brian Tiemann.
9. ↑  Scar: Character Profiles The Lion King WWW Archive. Brian Tiemann. Архів оригіналу за 7 березня 2014. Процитовано 15 лютого 2014.
10. ↑  David Koenig. Mouse Under Glass. — 260 с.
11. ↑  The Lion King Trivia. Архів оригіналу за 21 лютого 2014. Процитовано 15 лютого 2014.
12. ↑  Character Profiles [Архівовано 7 березня 2014 у Wayback Machine.] The Lion King WWW Archive. Brian Tiemann.
13. 1 2 3 4  The Lion King: A Memoir - Don Hahn (Blu-Ray). The Lion King: Diamond Edition: Walt Disney Home Entertainment. 2011. {{cite AV media}}: |format= вимагає |url= (довідка)
14. 1 2 3 4 5 6  Neuwirth, Allan (2003). Makin' toons: inside the most popular animated TV shows and movies. Skyhorse Publishing Inc. ISBN 9781581152692.
15. 1 2 3 4 5  The Pride of the King (Blu-Ray). The Lion King: Diamond Edition: Walt Disney Home Entertainment. 2011. {{cite AV media}}: |format= вимагає |url= (довідка)
16. ↑  THE ORIGINS OF ‘THE LION KING’. James Cummins Book Seller. Архів оригіналу за 23 червня 2012. Процитовано 22 жовтня 2011.
17. 1 2 3 4 5  Allers, Roger; Hahn, Don, and Minkoff, Rob (1995). Laserdisc/DVD audio commentary for The Lion King. Walt Disney Home Entertainment
18. 1 2  Norman, Floyd (2010). Ghez, Didier (ред.). Walt's People -, Volume 9. Xlibris Corporation. с. 463—464. ISBN 978-1-4500-8746-9.
19. 1 2 3 4 5  Finch, Christopher (1994). Afterword. The art of The Lion King. Hyperion. с. 165–193. ISBN 9780786860289.
20. 1 2  The Lion King: Platinum Edition (Disc 2), Origins (DVD). Walt Disney Home Entertainment. 15 червня 1994.
21. 1 2 3  Lion King Production Notes (Пресреліз). Walt Disney Pictures. 25 травня 1994. Архів оригіналу за 26 жовтня 2008. Процитовано 5 серпня 2008.
22. 1 2  King, Susan (15 вересня 2011). As 'Lion King' goes 3-D, cast and filmmakers recall making. The Los Angeles Times. Архів оригіналу за 20 червня 2012. Процитовано 24 жовтня 2011.
23. 1 2  The Making of The Lion King (Laserdisc). The Lion King laserdisc: Walt Disney Home Entertainment. 1995.
24. ↑  Shirey, Eric (28 вересня 2011). Producer Don Hahn Shares His Experiences Working on 'The Lion King'. Yahoo!. Архів оригіналу за 16 жовтня 2012. Процитовано 24 грудня 2011.
25. ↑  2007, Hans P. (2008). Dream worlds: production design for animation. Focal Press. с. 66. ISBN 0-240-52093-9.
26. ↑  The Lion King: Platinum Edition (Disc 2), Computer Animation (DVD). Walt Disney Home Entertainment. 15 червня 1994.
27. ↑  Pocahontas revenue. Box Office Mojo. Архів оригіналу за 19 грудня 2008. Процитовано 11 серпня 2008.
28. ↑  Rotten Tomatoes – The Lion King. Rotten Tomatoes. Архів оригіналу за 2 вересня 2006. Процитовано 24 вересня 2006.
29. ↑  Rotten Tomatoes – Pocahontas. Rotten Tomatoes. Архів оригіналу за 10 лютого 2007. Процитовано 17 вересня 2006.
30. ↑  White, Timothy. Elton John: The Billboard Interview. Billboard: 95—96. Архів оригіналу за 27 червня 2014. Процитовано 16 лютого 2014.
31. 1 2  The Lion King: Platinum Edition (Disc 1), Music: African Influence (DVD). Walt Disney Home Entertainment. 15 червня 1994.
32. 1 2  The Making of The Morning Report (DVD). The Lion King: Platinum Edition (Disc 1): Walt Disney Home Entertainment. 15 червня 1994.
33. ↑  https://web.archive.org/web/20200218194624/https://www.imdb.com/name/nm0322684/
34. ↑  Year-end 1994 Billboard 200. Billboard. Архів оригіналу за 1 червня 2008. Процитовано 5 серпня 2008.
35. ↑  Lion King Expanded Score Info. Hans-Zimmer.com. Архів оригіналу за 16 жовтня 2012. Процитовано 26 лютого 2012.
36. ↑  Filmtracks entry for The Lion King. filmtracks.com. Архів оригіналу за 24 листопада 2020. Процитовано 26 лютого 2012.
37. ↑  Disney settles Lion song dispute. BBC News. 16 лютого 2006. Архів оригіналу за 22 лютого 2014. Процитовано 12 серпня 2008.
38. ↑  The Lion King (1994) — Box Office Mojo (англ.). Архів оригіналу за 27 липня 2012. Процитовано 17 лютого 2014.
39. ↑  1994 Yearly Box Office Results — Box Office Mojo (англ.). Архів оригіналу за 10 січня 2014. Процитовано 17 лютого 2014.
40. ↑  Weekend Report: 'Lion King' Reclaims Box Office Crown — Box Office Mojo (англ.). Архів оригіналу за 3 квітня 2014. Процитовано 17 лютого 2014.
41. ↑  Forecast: 'Lion King' to Roar Again — Box Office Mojo (англ.). Архів оригіналу за 4 квітня 2014. Процитовано 17 лютого 2014.
42. ↑  Мультфільм «Король лев» перевидадуть у форматі 3D[недоступне посилання з квітня 2019] — новини с KM.ru
43. ↑  Diamond Edition Trailer. Архів оригіналу за 27 лютого 2014. Процитовано 21 лютого 2014.
44. ↑  Diamond Edition | Beauty and the Beast in High-Def | Disney. Архів оригіналу за 25 вересня 2013. Процитовано 21 лютого 2014.
45. 1 2  Нова анімація для додаткових матеріалів (рос.). Disney. 20.12.2011. Архів оригіналу за 23.06.2012. Процитовано 13 лютого 2012.
46. ↑  Екскурс в історію (рос.). Disney. 20.12.2011. Архів оригіналу за 23.06.2012. Процитовано 13 лютого 2012.
47. ↑  The Lion King 2011 3D Release. Box Office Mojo. Архів оригіналу за 4 квітня 2014. Процитовано 2 червня 2021.
48. ↑  Архівована копія. Архів оригіналу за 23 лютого 2014. Процитовано 21 лютого 2014.{{cite web}}:  Обслуговування CS1: Сторінки з текстом «archived copy» як значення параметру title (посилання)
49. ↑  Пітер Швайцер і Рошель Швайцер. Disney: The Mouse Betrayed: Greed, corruption, and children at risk, Regnery, Вашингтон, 1998. Chapter 11 "The Lyin' King, " pp. 167—168.
50. ↑  Remake of Tezuka's Popular Story Turns Into Denial?. KimbawLion.com (англ.). Craig Andersen. Архів оригіналу за 30 квітня 2011. Процитовано 30 січня 2011.
51. ↑  Trish Ledoux, Doug Ranney. The Complete Anime Guide: Japanese Animation Video Directory & Resource Guide. — Tiger Mountain. — С. 16. — ISBN 0964954230.
52. ↑  Buress, Charles. «Uproar Over 'The Lion King'», The San Francisco Chronicle, July 11, 1994, pp. A1, A13.
53. ↑  «Did Japanese Animator Inspire 'Lion King'?», The Washington Times, July 15, 1994, p. C15.
54. ↑  Hong, Peter (19 травня 2002). The Lion King/Kimba controversy. Los Angeles Times. с. L4. Архів оригіналу за 7 лютого 2013. Процитовано 12 серпня 2008.
55. ↑  Кельтс, Рональд, Japanamerica: How Japanese Pop Culture Has Invaded the US. Reprint edn (Palgrave Macmillan, 2008). p.45
56. ↑  The alleged "SEX" frame in The Lion King. Snopes. Архів оригіналу за 23 червня 2012. Процитовано 1 липня 2006.
57. ↑  Hartmann, Caroline (1 лютого 2007). What Disney is all about. Michigan Daily. Архів оригіналу за 6 грудня 2008. Процитовано 12 серпня 2008.
58. ↑  Are there missing scenes in the video?. Архів оригіналу за 26 травня 2011. Процитовано 15 лютого 2014.
59. ↑  Hakuna Matata. Pixar Wiki (англ.). Процитовано 19 березня 2022.
60. ↑  The Lion King 3D: in-depth with Disney. Архів оригіналу за 28 травня 2014. Процитовано 24 лютого 2014.
61. ↑  Відео на YouTube що показує помилку при відтворенні мультфільму з оригінальних матеріалів. Архів оригіналу за 12 жовтня 2014. Процитовано 24 лютого 2014.
62. ↑  » Безмовне вітання Ляпи й приколи в мультфільмах. Архів оригіналу за 22 січня 2012. Процитовано 28 березня 2013.
63. ↑  The Lion King WWW Archive: The Lion King FAQ. www.lionking.org. Архів оригіналу за 10 листопада 2021. Процитовано 19 березня 2022.